# Artamie chabert
Leptopterus chabert
Genre
Espèce
Statut de conservation UICN

 LC  : Préoccupation mineure
L'Artamie chabert (Leptopterus chabert (Müller, 1776)) est une espèce d'oiseaux de la famille des Vangidae. C'est la seule espèce du genre Leptopterus. Cette espèce se distingue du Gobe-mouche de Ward par sa poitrine blanc uni.

## Description
Cette espèce ne présente pas de dimorphisme sexuel.

## Sous-espèces
D'après Alan P. Peterson, l'Artamie chabert est représentée par deux sous-espèces :
- Leptopterus chabert chabert (Statius Muller, 1776) à la queue noire à reflets bleus ;
- Leptopterus chabert schistocercus (Neumann, 1908) au bec plus court et aux rectrices externes blanches à pointes noires.

## Source
- Langrand O. (1995) Guide des Oiseaux de Madagascar. Delachaux & Niestlé, Lausanne, Paris, 415 p.